# Catlins (fleuve)
Cet article concerne le fleuve. Pour la zone géographique, voir The Catlins.
Le fleuve Catlins  (anglais : Catlins River) est un cours d’eau du district de Clutha, dans la région d’Otago, dans l’Île du Sud en Nouvelle-Zélande.

## Géographie
La source de la rivière est à l’ouest du Mont Rosebery, à 15 km au sud-ouest de la ville de Clinton.
Il s’écoule vers le sud-est à travers la chaîne des Catlins, une zone du sud de l’Île du Sud de la région d’Otago en Nouvelle-Zélande. Sa longueur totale est de 42 km, et elle s’écoule dans l’Océan Pacifique au niveau du village de Pounawea, à 28 km au sud de Balclutha. Son estuaire supérieure est appelé lac « Catlins Lake », et son estuaire inférieur est partagé avec la rivière Owaka.

## Aménagements et écologie
Le Catlins River Track, chemin de randonnée, part de Tawanui, sur la Catlins Road et remonte jusqu'à sa source.